# Мундир а-ля Кінскі

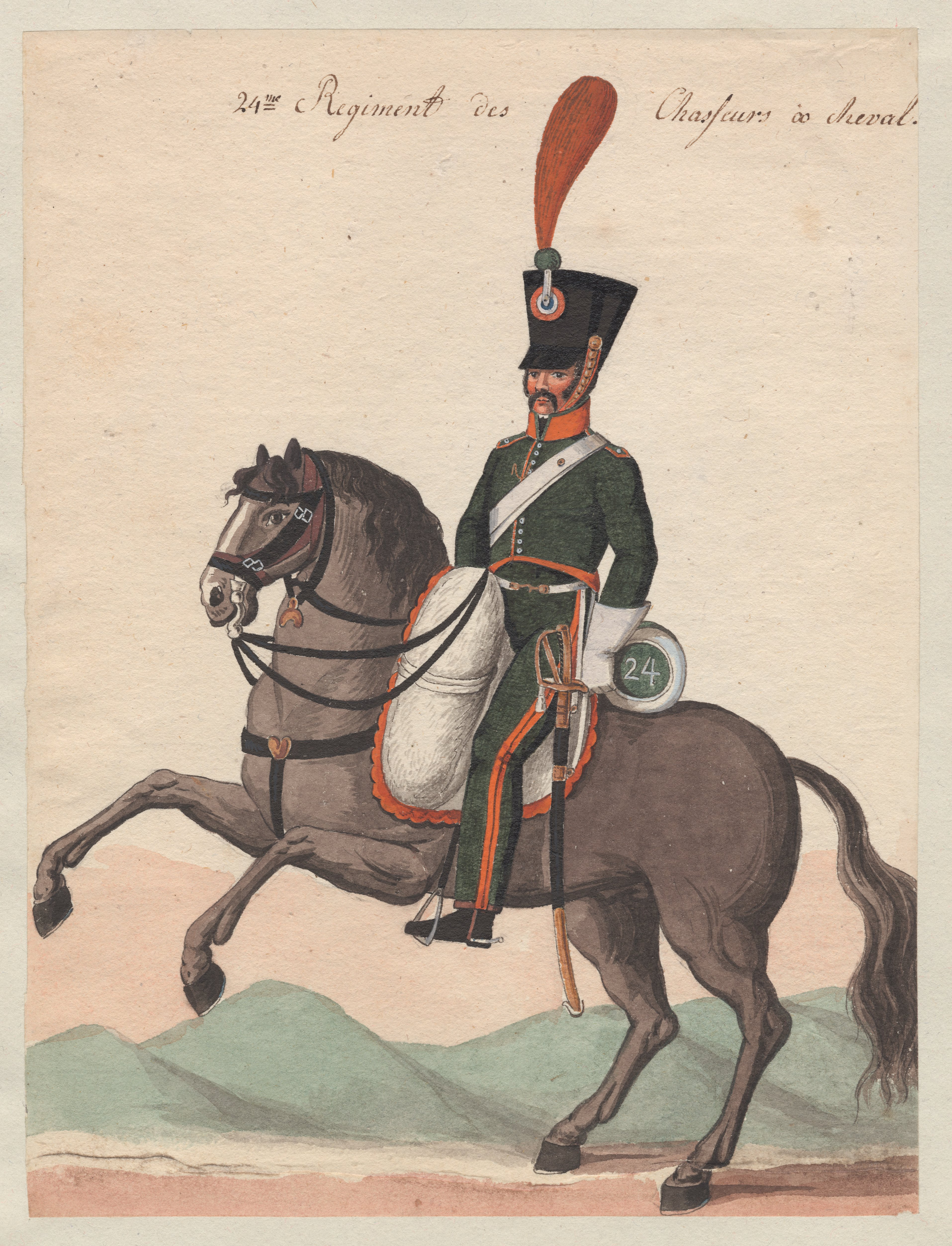
Кінний єгер 24-й кінно-єгерський полк (Франція) у мундирі а-ля Кінскі. Манускрипт Отто, 1807—1808 роки

Мундир а-ля́ Кінскі́ (фр. habit à la Kinski, також habit-Kinski) — один з різновидів мундиру якій носився в деяких видах кавалерії армії Наполеона, зокрема: в гусарських полках в якості похідного в період з 1806 по 1810 роки ; у полках кінних єгерів як основний мундир в період з 1808 по 1813 роки; в уланських полках в якості похідного (принаймні у деяких офіцерів та трубачів); в кінноті Португальського легіону (існував у 1807—1814 роках); у 2-ому полку розвідників Імператорської гвардії (існував у 1813—1814 роках). Аналогічні за кроєм мундири носили також у кінно-єгерських та кінно-артилерійських частинах армії союзника Франції герцогства Варшавського.
В кінно-єгерських частинах мундир а-ля Кінскі був прийнятий у 1808 році на заміну довгому мундиру (habit-long), він був простішим, комфортабельним та вільним. Крій мундира ймовірно походив з робочих курток або вкорочених сюртуків, можливо він був вперше введений Францом Йозефом Кінскім, директором військової академії в австрійському Нойштадті, що могло б пояснити назву цього одягу, але так це чи ні, достеменно невідомо. Після введення мундира а-ля Кінскі, довгі мундири стали використовуватися офіцерами кінних єгерів як вихідна форма. У 1812 році мундири а-ля Кінскі були своєю чергою замінені на мундир-куртку (habit-veste, фактично став поступати у полки кінних єгерів тільки весною-літом 1813 року), який відповідав мундиру єдиного стиля, що був прийнятий тоді для всієї армії згідно з так званим «Регламентом Бардена». Мундир-куртка походив зовнішньо на мундир а-ля Кінскі, але мав лацкани.

## Опис

### У кінних єгерів
Мундир а-ля Кінскі являє собою однобортну коротку куртку темно-зеленого кольору з невеличкими фалдами, що застібалась на дев'ять олов'яних ґудзиків. Ще по два ґудзики було на кожному обшлагу, також два позаду на ліфі, по одному ґудзику на кожній фалді для застібання відворотів та ще по одному на кожному плечі біля коміра для пристібання погонів або еполетів. Довжина мундира спереду була такою, що він міг трохи відкривати нижній край надягнутого під ним жилету, або ж закривав його повністю.
На мундирах нижніх чинів були суконні погони мундирного (темно-зеленого) кольору які мали на кінці (біля плечового суглоба) ромбоподібну форму та випустку приборного кольору; в елітних ротах (по одній на кожен полк) були червоні еполети, в офіцерів — еполети згідно зі званням. Обшлаги мали гострокінцеву форму («польські» обшлаги), комір був високим, сторчовим. Відвороти фалд та випустки погонів робились з сукна полкового кольору, на відворотах могли бути вишити мисливські ріжки.
Один приборний колір присвоювався одразу трьом полкам (окрім 31-го полку — маючи «останній» номер, він отримав унікальний колір; усього було одинадцять варіантів кольорів). Перший з трьох полків мав обшлаги та комір повністю приборного кольору з темно-зеленою випусткою, другий — обшлаги приборного кольору, комір темно-зелений з випусткою приборного кольору, третій — комір приборного кольору, обшлаги темно-зелені, з випусткою приборного кольору. Інколи на комірі робились клапани приборного кольору, на яких також розташовувалось по одному ґудзику. Приборний метал у всіх кінно-єгерських полків був білим (олов'яні ґудзики у нижніх чинів, срібні ґудзики та еполети у офіцерів).
У трубачів, як це було заведено у кавалерії, мундир був відмінного кольору (якій зазвичай збігався з приборним кольором полку).

### В інших видах кавалерії та родах військ

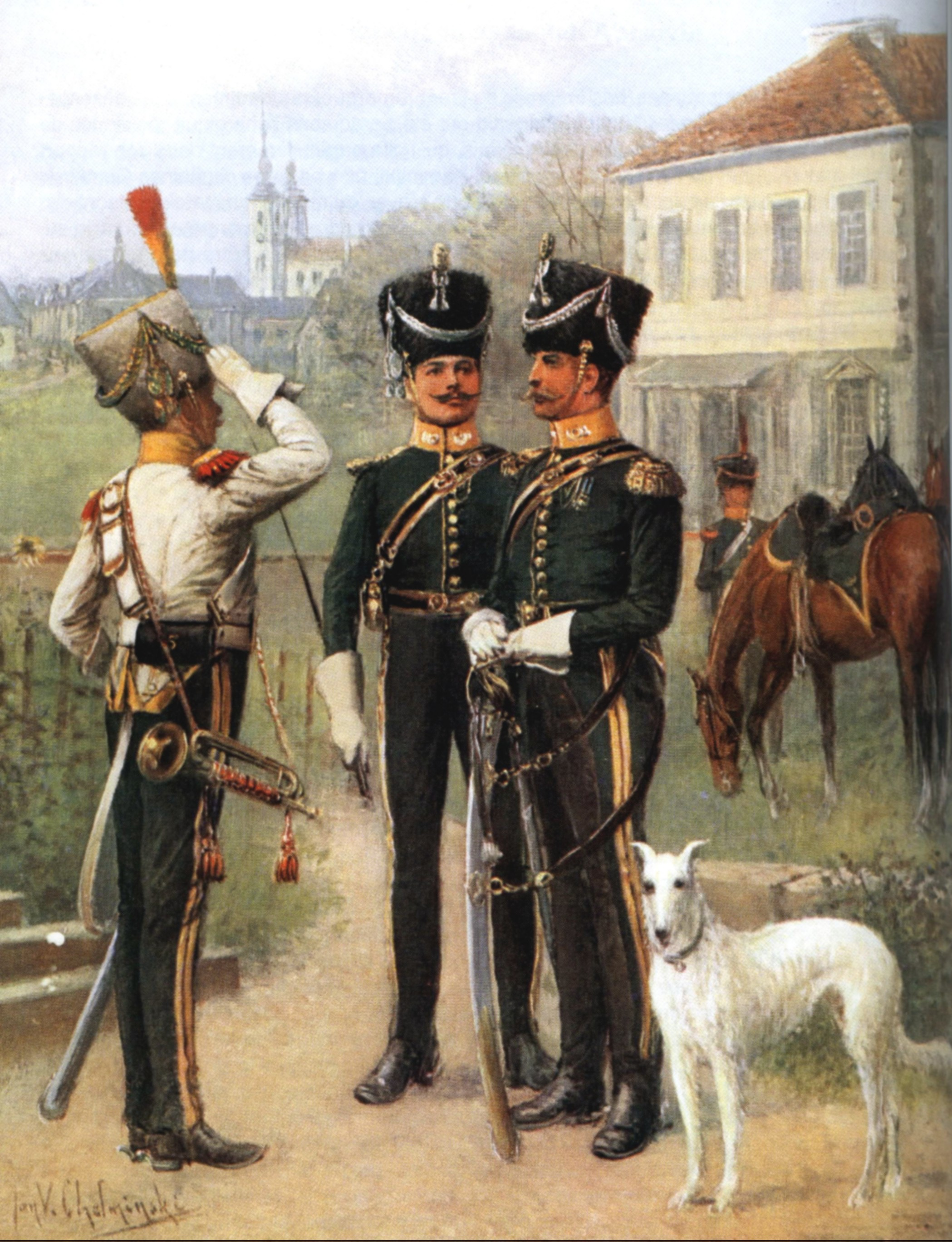
Трубач та офіцери 5-й кінно-єгерський полк (Герцогство Варшавське) кінних єгерів герцогства Варшавського. Ян Хельминський, до 1925 року

У гусарських полках мундир був кольору присвоєному доломанам цього полку, зокрема блакитного у 1-му полку. В кінноті Португальського легіону мундир мав брунатний колір; комір, обшлага та випустка на вертикальних кишенях (позаду на фалдах) були червоні, приборний метал білий. В уланських офіцерів такого ж зеленого кольору як і їх основний мундир; у трубачів приборного кольору. У 2-ому полку розвідників мундир мав темно-зелений колір, позаяк уніформа цього полку базувалась на уніформі кінних єгерів. Кінні єгері герцогства Варшавського мали зелені мундири з жовтим приборним металом, коміри, обшлага та відвороти фалд приборного кольору полку, у трубачів — червоні (кармазинові) або багрові мундири, пізніше білі. Кінні артилеристи мали схожий мундир, але комір і обшлага були чорними (оксамитові в офіцерів) з червоною випусткою, по боках коміра вишити золоті гренади, по борту мундира йшла червона випустка. Трубачі спочатку мали червоні мундири з білим приборним сукном, пізніше білі з чорним приборним сукном і червоними випусками.

## Зображення та збережені екземпляри
Зображення кінних єгерів 24-го полку кінно-єгерського у мундирах а-ля Кінскі, датовані імовірно 1808 роком, є у так званому «Манускрипту Отто»; зображені кінні єгері звичайної та елітної рот, трубач та офіцер. Низка зображень кінних єгерів (зокрема 7-го7-го, 23-го та 27-го полків, рядові та офіцери) у мундирах а-ля Кінскі також є на гравюрах Аарона Мартіне, датованих 1808—1809 роками. Також Мартіне наводить зображення кінно-єгерського офіцера 1-го полку волонтерів Сени (сформований 1814 року) у мундирі цього крою.
Автентичні мундири а-ля Кінскі є у музеї Армії в Парижі (мундир трубача 9-го кінно-єгерського полку, 1808—1813 роки) та у музеї Емпері у Салон-де-Прованс (мундир бригадира 8-го кінно-єгерського полку Фабрике).